# Vzdělávací instituce
Vzdělávací instituce je označení pro místo, ve kterém je lidem různého věku poskytováno vzdělání. Mezi vzdělávací instituce je možno řadit tradiční vzdělávací ústavy, tedy školy různého typu; mateřské, základní, střední a vysoké, ale také další instituce a organizace, které vzdělání poskytují v různých podobách. Kromě škol jde tedy například o stát, církev, nadace, soukromé právnické osoby, ale v zásadě i o jakékoliv další instituce, které vzdělávání v určité podobě v daném čase na daném místě poskytují.
V Česku (jakož i v řadě jiných zemí) je pro vzdělávací instituce, které v rámci svého vzdělání poskytují určitou kvalifikaci nebo specializaci, nezbytné získat příslušnou akreditaci.